# Ordem de um grupo abeliano
Em matemática, a ordem, ou ordem livre de torsão, de um grupo abeliano mede quão grande um grupo é em termos de quão grande um espaço vetorial sobre os números racionais deve necessitar ser para "contê-lo"; ou alternativamente quão grande um grupo abeliano livre para contê-lo como um subgrupo.